# Reacciones internacionales a la Operación Pilar Defensivo
Las reacciones internacionales a la Operación Pilar Defensivo fueron variadas. Tras el inicio de la Operación Pilar Defensivo el 14 de noviembre de 2012, se sucedieron las declaraciones de los distintos actores de la comunidad internacional.

## Organizaciones supranacionales
- Naciones Unidas: El 15 de noviembre se reunió el Consejo de Seguridad de la ONU “para analizar la situación de tensión entre Israel y los palestinos de la Franja de Gaza”;[1] sin embargo, en una situación que ha sido descrita como de procrastinación (filibustering),[cita requerida] no lograron acuerdo ni emitieron ninguna declaración.[2][3] El Secretario General de las NU ha declarado que: “La principal preocupación del Secretario General es por la seguridad y el bienestar de todos los civiles. Todas las partes deben respetar sus obligaciones en este sentido bajo el derecho humanitario internacional. Un nuevo ciclo de derramamiento de sangre no hará ni los israelíes ni los palestinos estén más seguros. Tampoco el derramamiento de sangre abre la puerta a las negociaciones que podrían lograr la solución de dos estados es necesario poner fin a este tipo de violencia permanente.[4][5] Por su parte, la "Oficina de Coordinación de Asuntos Humanitarios" ha manifestado que: "Es probable que la situación humanitaria, que ya era frágil, se deteriore rápidamente si las hostilidades escalan aún más. El Secretario General ha pedido a todas las partes respetar sus obligaciones, bajo el derecho humanitario internacional, de proteger a la población civil."[6]
- Unión Europea: La alta representante de la Unión para Asuntos Exteriores y Política de Seguridad, Catherine Ashton, dijo: "Estoy profundamente preocupada por la escalada de violencia en Israel y la Franja de Gaza y lamento la pérdida de vidas de civiles en ambos lados " exigiendo "el cese de los ataques con cohetes de Hamas y otras facciones de Gaza, que llevó a la crisis actual y que es totalmente inaceptable para cualquier gobierno y debe cesar. Israel tiene el derecho de proteger a su población contra este tipo de ataques. Insto a Israel a garantizar que su respuesta sea proporcionada." agregando que "En mis conversaciones, hice el punto de que hay que avanzar en la búsqueda de una solución al conflicto de Oriente Medio a fin de que millones de personas en la región puedan finalmente vivir en paz y seguridad".[7]
- Cuarteto para Oriente Medio:: El vocero del Cuarteto para Oriente Medio, Tony Blair, afirmó «Si los misiles caen sobre las ciudades israelíes, los ataques de represalia no harían sino aumentar. Alrededor de un millón de personas cada noche debe correr hacia los refugios antiaéreos, y no hay en el mundo un gobierno que tolere que sus ciudadanos se encuentren bajo tal presión. Del mismo modo entiendo las presiones sobre los líderes de Hamás, pero la respuesta a esas presiones, me temo, no es seguir disparando cohetes. Es encontrar una forma diferente y mejor para avanzar al futuro. La actual crisis lleva inevitablemente a los líderes mundiales a emitir respuestas estereotipadas de apoyo a Israel o a los palestinos, pero expresó su esperanza de que los jugadores clave están en privado adoptando un enfoque más pragmático.»[8][9][10]
- Liga Árabe: La Liga Árabe convocó una reunión de urgencia de ministros de Exteriores para el día 17 en la cual expresaron su fuerte condena a la ofensiva israelí. Asimismo afirmaron que debían reconsiderar las "iniciativas árabes pasadas referidas al proceso de paz y revaluar su postura hacia el proceso como un todo" y expresaron su "indignación total por el fracaso del Consejo de Seguridad de la ONU" a la hora de tomar medidas que llevaran a detener los ataques israelíes y proteger a la población palestina, y exigieron que los responsables israelíes de esa ofensiva "sean castigados por haber cometido crímenes de guerra y contra la humanidad".[11]
- Mercosur: El Mercosur emitió un comunicado en el que «lamentan profundamente la pérdida de vidas humanas y manifiestan su preocupación con el uso desproporcional de la fuerza», al tiempo que envían un mensaje de que «...el camino para la superación de la presente crisis pasa por la diplomacia y el diálogo.»[12][13] Por otra parte expresaron su apoyo a la solicitud del Estado de Palestina de adquirir estatus de Miembro Observador de la Organización de Naciones Unidas.[14]
- Movimiento de Países No Alineados: El movimiento integrado por 120 países, el cual representa el bloque más grande dentro de las Naciones Unidas y cuya presidencia rotativa es ocupada actualmente por Irán emitió un comunicado en el cual afirmaban: «El poder de ocupación Israel esta, una vez más, escalando en una campaña militar contra el pueblo palestino, particularmente en la Franja de Gaza». Asimismo condenaron «esta acto de agresión por parte de los israelíes y el uso de la fuerza contra gente indefensa», al tiempo que demandaron «acciones decisivas por parte del Consejo de Seguridad de la ONU».[15]

## Posición de otros países
- Afganistán: El presidente, Hamid Karzai, condenó los ataques aéreos israelíes en Gaza y llamó a "detener inmediatamente" la violencia contra civiles.[16]

- Alemania: El Ministro de Asuntos Exteriores de Alemania, Guido Westerwelle, expresó que "Es obvio que Israel tiene el legítimo derecho de defenderse y proteger a sus ciudadanos frente a los ataques con misiles desde la Franja de Gaza... Ahora bien, es necesario que todos contribuyan a la distensión de la situación. Todo el mundo necesita entender lo que necesitamos para prevenir que cosas peores sucedan. Hacemos un llamamiento a todas las partes a actuar con prudencia a fin de lograr distensión"[17][18] Por su parte, el portavoz de la canciller Angela Merkel dijo: "Hamás en Gaza es responsable del brote de violencia. No hay justificación para los lanzamientos de misiles contra Israel que dieron lugar a un sufrimiento masivo de la población civil. La Canciller exhorta a los responsables en la Franja de Gaza a detener inmediatamente los disparos contra Israel. Al mismo tiempo se pide al gobierno egipcio a utilizar su influencia sobre Hamás para limitar la violencia y llevarla a su fin."[7]

- Argelia: Argelia condenó enérgicamente las "agresiones israelíes contra la Franja de Gaza" y llamó al Consejo de Seguridad de las Naciones Unidas y a la comunidad internacional a asumir sus responsabilidades y ponerle "un alto a esta peligrosa escalada".[19]

- Argentina: La presidenta Cristina Fernández de Kirchner expresó su "solidaridad con todas las víctimas" y se comprometió a "trabajar con los líderes de la región en urgir a las partes en conflicto a cesar la violencia".  La Presidenta también señaló que "el mundo entero debe comprometerse a que en el Medio Oriente deje de prevalecer la lógica perversa en la que las armas remplazan el camino del diálogo" y juzgó "imprescindible el reconocimiento del Estado Palestino, verdadero nudo gordiano de la cuestión del Medio Oriente".[20]

- Baréin: Baréin reiteró su fuerte condena a la "brutal agresión israelí en la Franja de Gaza". El Ministro de Relaciones Exteriores, Ghanim bin Fadl Al Buainain llamó a la comunidad internacional a sumar esfuerzos para detener las "repetidas e injustificadas agresiones israelíes en la Franja de Gaza."[21]

- Bolivia: Un comunicado emitido por el Ministerio de Relaciones Exteriores de Bolivia manifestó "su más enérgica condena por la escalada de violencia que han producido las fuerzas militares israelitas en la Franja de Gaza, causando la pérdida irreparable de cientos de vidas humanas" al tiempo que condenó "el uso desmedido y desproporcionado de sus capacidades militares y logísticas, utilizadas para reprimir de manera brutal a la población palestina, con innumerables víctimas inocentes".[22]

- Brasil, junto a India y Sudáfrica, (Grupo IBSA) condenaron en Naciones Unidas la escalada de violencia en Gaza por constituir una amenaza a la paz y la seguridad en la región, reiteraron la urgente necesidad de levantar el bloqueo impuesto por Israel contra Gaza, como causa del empeoramiento de la situación socioeconómica y humanitaria en ese territorio y ratificaron su apoyo a la petición de Palestina para que la Asamblea General de la ONU eleve su actual estatus en el organismo mundial a la categoría de Estado Observador.[23] Posteriormente Brasil criticó la “ inoperancia del Cuarteto y el silencio del Consejo de Seguridad”[24]

- Bulgaria: El Ministro de Relaciones Exteriores de Bulgaria, Nikolay Mladenov defendió el "derecho de Israel a que sus ciudadanos vivieran en paz" y condenó los ataques de cohetes llevados a cabo por "Hamás y otras milicias". Al mismo tiempo instó a Israel a tomar "estrictas medidas para evitar víctimas civiles entre la población palestina" y expresó sus condolencias a las familias de las víctimas civiles de ambos lados.[25]

- Canadá: El Ministro de Relaciones exteriores John Baird emitió un comunicado en el que afirmaba "Fundamentalmente creemos que Israel tiene el derecho a defenderse y a sus ciudadanos de las amenazas terroristas" y condenó al "grupo terrorista Hamas" al tiempo que afirmó que apoya "a Israel en su lucha contra las amenazas regionales contra la paz y la seguridad".[26]

- Chile:  El 20 de noviembre, el presidente de Chile, Sebastián Piñera, dijo que se sentía profundamente apenado por lo ocurrido en el conflicto y llamó al diálogo entre gobierno israelí y el gobierno palestino. Agregó que "La posición de Chile es firme y clara. Nosotros apoyamos y respaldamos el derecho del pueblo palestino a poder tener su propio estado, libre independiente y autónomo. Y también apoyamos el derecho de Israel a contar con unas fronteras seguras y en paz".[27]  Previamente, el 18 de noviembre, alrededor de 1.000 personas protestaron en Santiago de Chile, mostrando su descontento con los ataques israelíes y apoyando totalmente a Palestina. Chile es el país con mayor inmigrantes palestinos fuera del mundo árabe.[28]

- China: Hua Chunying, la portavoz del Ministerio de Relaciones Exteriores, dijo en una conferencia de prensa: "China está muy preocupada por la continuación, por Israel, de las operaciones militares a gran escala hacia la Franja de Gaza. Condenamos el uso excesivo de la fuerza que ocasionen muertes y lesiones entre la inocente gente común". "China apoya la posición de los países árabes sobre la cuestión de Palestina, y aprecia y apoya los esfuerzos proactivos de Egipto y de otros países y de la Liga árabe para mejorar la situación actual "... " instamos a las partes interesadas, especialmente Israel, a mantener la máxima moderación y a que cesen el fuego tan pronto como sea posible, evitando cualquier acción que pueda agravar la situación o aumentar las tensiones ".[29][30]

- Cuba: Cuba expresó "su más enérgica condena" a la operación israelí e hizo un llamamiento a la comunidad internacional para detener lo que consideró un "acto criminal".[31]

- Ecuador: Ecuador condenó los ataques llevados a cabo por Israel al tiempo que criticó los ataques con cohetes que los combatientes de Hamás lanzan al sur de Israel.[32]

- Egipto: El embajador egipcio en Israel fue retirado y el embajador israelí recibió una protesta oficial. El presidente de Egipto Mohamed Morsi afirmó que "Los israelíes tienen que darse cuenta de que esta agresión es inaceptable y solo podría llevar a desestabilizar la región". Pidió que la Liga Árabe convocara una reunión urgente de los ministros árabes de Asuntos Exteriores para debatir "la criminal agresión israelí" sobre Gaza, y pidió una reunión inmediata del Consejo de Seguridad de la ONU.[33][34][35]

Un oficial egipcio informó de que los hospitales egipcios estaban preparados para acoger a los palestinos heridos y que el paso fronterizo de Rafah permanecería abierto. El primer ministro Hesham Qandil visitó Gaza el viernes 16 de noviembre.
El 17 de noviembre, la Arab Medical Union envió una delegación de médicos egipcios con ayuda sanitaria a través del paso fronterizo de Rafah. Y el 19 de noviembre, un grupo de civiles egipcios se dirigieron a la Franja de Gaza para ayudar a sus vecinos palestinos.
- Estados Unidos: En su comunicado, Estados Unidos condenó el lanzamiento de misiles desde la Franja de Gaza hacia Israel y lamentó "los muertos y heridos causados por la violencia". También declararon su "apoyo al derecho de Israel a defenderse" al tiempo que llamaron a Israel a "tomar todas las medidas posibles para evitar la muerte de civiles".[40]

- Francia: El Ministro de Asuntos Exteriores de Francia, Laurent Fabius, instó a Israel y a los palestinos a mostrar moderación, y declaró que «Israel tiene el derecho de proteger a sus ciudadanos, pero no lo conseguirá por medio de la violencia.» Insistió en que «Los palestinos tienen derecho a un Estado.»[41][42][43] El embajador francés en Israel, Christophe Bigot, visitó la ciudad atacada de Kiryat Malaji, donde tres civiles israelíes fueron asesinados, y expresó su solidaridad con las víctimas de los ataques con misiles provenientes de la Franja de Gaza.[18]

- Hungría: El Ministro de Asuntos Externos de Hungría emitió un comunicado afirmando que estaba "siguiendo el desarrollo de los eventos en Medio Oriente con gran preocupación, en particular los ataques con cohetes desde la Franja de Gaza contra Israel y la consiguiente respuesta militar en protección de su población." También consideró necesario que "ambos lados restringieran y desistieran del uso de la violencia", al tiempo que apoyan todos los esfuerzos para facilitar el fin de la violencia.[44]

- Irán: El gobierno iraní condenó las acciones de Israel el 17 de noviembre. También ofreció ayuda humanitaria a la Franja de Gaza. En un comunicado posterior[45] Irán llama a la comunidad musulmana a vengarse de los israelíes. Los israelíes, por su parte, han acusado a Teherán de proporcionar misiles a los palestinos, afirmaciones que han sido negadas por el régimen iraní.[46]

- Jordania "La política agresiva de Israel colocó la zona de nuevo en un ciclo de violencia e inestabilidad", dijo el ministro de información jordano Sameeh Maaytah. "Esta hostilidad adicional... cierra todas las puertas a negociaciones y a el logro de acuerdos políticos. Israel depriva al pueblo palestino de su derecho político y nacional a crear un estado independiente... la agresión de Israel debe detenerse y el pueblo palestino deben ser protegidos ".[18]

- Líbano: El presidente de Líbano condenó la guerra en Gaza, la cual afirmó "fue comenzada por un monstruoso ataque israelí". Por otra parte declaró que "la política de guerra y terrorismo no conducen a una paz duradera y no conducen a alcanzar la democracia en el Medio Oriente.[47]

- Marruecos: Marruecos expresó su gran preocupación y fuerte condena a los ataques aéreos israelíes en la Franja de Gaza.[48]

- México El Gobierno de México, a través de la Secretaría de Relaciones Exteriores (SRE), expresa su profunda preocupación por el incremento de la violencia en la Franja de Gaza y el sur de Israel.

México deplora los recientes ataques contra la población civil, la pérdida de vidas humanas y los daños ocasionados. Al mismo tiempo hace un llamado a la mesura para que las Partes se abstengan de realizar ataques que deterioren aún más la frágil situación en esa zona y generen una escalada de violencia
- Noruega: Espen Barth Eide, Ministro de Asuntos Exteriores, expresó: "Hacemos un llamado a las autoridades israelíes a actuar con responsabilidad. Si bien reconocemos el derecho de Israel a la autodefensa, como un Estado también está obligado por el derecho internacional a limitar las represalias militares a lo que puede considerarse actos de defensa propia, y no llevar a cabo castigos colectivos. Por otra parte, la distinción entre combatientes y no combatientes debe respetarse, con el fin de evitar la pérdida de vidas civiles. El uso desproporcionado de la fuerza, más allá de la legítima defensa, es inaceptable. Gaza es una de las zonas más densamente pobladas del mundo, y el riesgo de vidas inocentes perdidas o los civiles heridos es mayor "... "Una vez más, queremos dejar en claro que los ataques con cohetes contra Israel son totalmente inaceptables y deben detenerse inmediatamente"..."Los acontecimientos de los últimos días, una vez más vienen a demostrar que la política de ocupación ha servido para fortalecer los grupos militantes palestinos. Por tanto, es esencial que las negociaciones se reanuden en una solución de dos estados que permita a los israelíes y palestinos vivir uno al lado del otro en paz y seguridad".[50]

- Reino Unido: El Ministro de Relaciones Exteriores de Gran Bretaña, William Hague, declaró: «Hamás tiene la responsabilidad principal de la actual crisis y condenamos absolutamente los ataques con cohetes desde Gaza contra el sur de Israel por parte de Hamás y otros grupos armados. Esto crea una situación intolerable para los civiles israelíes en el sur de Israel, que tienen el derecho a vivir sin temor a ataques desde Gaza.» Pidió «encarecidamente a Israel que haga todo lo posible para reducir la tensión, evite muertes de civiles y aumente las perspectivas de ambas parte de vivir en paz» añadiendo que «es imperativo evitar el riesgo de una espiral de violencia» y que «la escalada del conflicto no serviría los intereses de nadie». El ministro concluyó diciendo que «estos acontecimientos subrayan una vez más la fragilidad de la situación y la urgente necesidad de avanzar hacia la solución de dos Estados que permitiese a los israelíes y a los palestinos vivir los unos al lado de los otros en paz y con seguridad.».[51]

- Rusia proclamó "Los ataques contra el sur de Israel y los ataques desproporcionados contra Gaza - especialmente cuando mueren civiles en ambos lados - son completamente inaceptables"..."Hacemos un enérgico llamamiento a todas las partes involucradas a poner fin inmediatamente a la confrontación armada y de prevenir que el conflicto resulte en un derramamiento de sangre todavía mayor".[52]

- Siria: El gobierno sirio ha descrito las acciones de Israel como "bárbaras" y "crímenes reprobables" y pidió a la comunidad internacional a presionar a Israel para que detenga los ataques.[53]

- Sudáfrica: La ministra de Relaciones Internacionales y Cooperación, Maite Nkoana-Mshabane, tomando en consideración el llamado a las armas de sobre 70 mil reservistas por Israel, que hacen temer una posible invasión de la Franja de Gaza, dijo que "El Gobierno de Sudáfrica en consecuencia hace un llamamiento al Gobierno de Israel a que se abstenga de ese paso fatal que no sólo dará lugar a la pérdida inevitable de un gran número de vidas palestinas e israelíes - pero también inflamará aún más los sentimientos en una situación ya volátil". También hizo un llamamiento a Hamás a reducir los bombardeos, que dijo no era necesariamente útil. Nkoana-Mshabane agregó que la continuada ocupación ilegal de Israel de tierras palestinas y especialmente el continuo bloqueo de Gaza, constituyen el centro del conflicto: "El Gobierno de Sudáfrica por lo tanto insta al Gobierno israelí a poner fin a estas políticas, ya que son un obstáculo para las negociaciones de paz y en contra de la ley internacional".[54]

- Sudán: El presidente de Sudán, Omar al-Bashir condenó los ataques aéreos israelíes en Gaza, e hizo un llamamiento a todas las naciones islámicas a unirse para enfrentar esta situación.[55]

- Túnez: Rafik Abdessalem, Ministro de Relaciones Exteriores de Túnez condenó las acciones israelíes como inaceptables: "Israel debe entender que muchas cosas han cambiado y que mucha agua ha corrido en el río árabe", dijo. "Debe darse cuenta de que ya no tiene las manos libres. No tiene inmunidad total y no está por encima del derecho internacional... Lo que Israel está haciendo no es legítimo y no es aceptable en absoluto.".[56]

- Turquía: El primer ministro turco, Recep Tayyip Erdoğan dijo: “Israel está cometiendo una limpieza étnica al hacer caso omiso de la paz en esta región y violar la ley internacional”. Precisó que los ataques aéreos israelíes contra Gaza no pueden considerarse legítima defensa.: “El pueblo palestino está ejerciendo su derecho a una resistencia legítima contra esta ocupación”[57]